# Atreseries Internacional
Atreseries Internacional es un canal de televisión por suscripción español, señal internacional del canal Atreseries, disponible en plataformas de televisión de pago de América, España, Andorra, Gibraltar, Europa y Oceanía. Sus emisiones regulares comenzaron el 1 de junio de 2014 y su programación consiste en la emisión de series de producción española. El 19 de enero de 2016 se renovó la identidad visual del canal para igualarla a su homólogo español, Atreseries.

## Logotipos

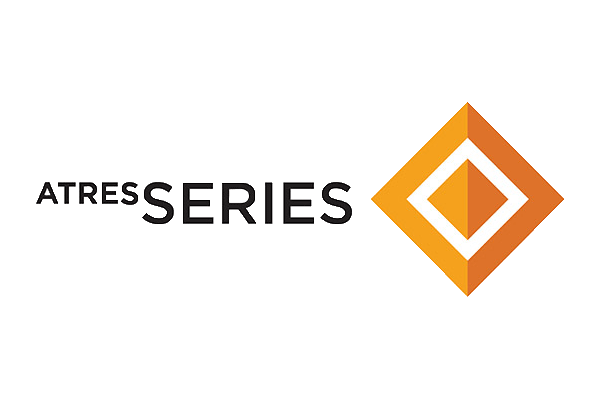
Logotipo de Atreseries desde 2014 hasta 2016.
Logotipo de Atreseries desde 2016 hasta 2020.
Logotipo de Atreseries desde 2020 hasta la actualidad.